# گروه ویچای
گروه ویچای (انگلیسی: Weichai Group) شرکت دولتی ماشین‌آلات چینی است، که در سال ۱۹۴۶ تأسیس شد.